# 太平洋褶柔鱼
是管鱿目鱿科北鱿属的一种。主要分布于北太平洋沿岸、中国沿海、日本週邊海域、俄罗斯太平洋沿岸、白令海峡、阿拉斯加以及加拿大太平洋沿岸地區。